# Senakhtenre Tao I

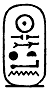
Senakhtenre Tao I

Senakhtenre Tao I (sau Taa I) a fost un faraon al Egiptului în timpul celei de-a XVII-a dinastii egiptene din Egiptul de Sus din a doua perioadă intermediară a Egiptului. S-a născut în cca. 1605 î.Hr. și a murit în cca. 1560 sau cel mai târziu 1558 î.Hr..